# 船帆座FZ
船帆座FZ，又名CD-46 4810，HD 77140、SAO 220717、HR 3588，是船帆座的一颗恒星，视星等为5.18，位于銀經267.71，銀緯-0.9，其B1900.0坐标为赤經8h 55m 28.5s，赤緯-46° -0.9′ 50″。